# Ljustjärnen (Ljusdals socken, Hälsingland, 688042-152040)
Ljustjärnen är en sjö i Ljusdals kommun i Hälsingland och ingår i Delångersåns huvudavrinningsområde.